# Spiders 3D
Spiders 3D  è un film del 2013 diretto da Tibor Takács.
Pellicola horror statunitense con protagonisti Patrick Muldoon, Christa Campbell e Sydney Sweeney.

## Trama
Una vecchia stazione spaziale sovietica si schianta contro un tunnel della città di New York. Dopo questo incidente viene scoperta una specie di ragni velenosi che iniziano a mutare, diventando sempre più grandi e facendo crollare la città nel panico.

## Produzione
Le riprese si sono svolte in Bulgaria e il regista Takács ha dovuto ricreare la città di Manhattan "su un backlot in studio che comprende diversi isolati di quello che sembra Greenwich Village". Al fine di rendere alcune parti del film più simili a Manhattan, in particolare le scene della metropolitana, il regista ha portato alcuni pezzi extra per aiutare a migliorare le scene . I ragni sono stati prevalentemente realizzati in CGI, ma Takács ha usato l'artiglio di soldato-ragno lungo quasi un metro per alcune scene .